# Геракл у полоні в Омфали
Геракл у полоні в Омфали — картина художника Бартоломеуса Спрангера на античний сюжет.

## Сюжет
За античними міфами Геракл мав не тільки злети в славі, але й падіння. За одним з міфів він убив Іфікла, свого брата, одного з аргонавтів. За це його покарали продажем у рабство до Омфали, удови Тмола, що по смерті чоловіка стала володаркою царства Лідії. Цариця Омфала, молода і приваблива, знущалася над Гераклом, вдягала в жіноче вбрання і примушувала прясти, що вважалося суто жіночим ремеслом у греків. Але вночі лягала з ним, через це завагітніла і народила сина Лана. Сюжет мав поширення як у античних, так і майстрів інших епох.

## Картина Спрангера
Окрім широко відомих Тінторетто, Рубенса до сюжету звертався і уславлений в добу маньєризму художник Бартоломеус Спрангер. В маленьку за розмірами картину, призначену для окраси кабінету вельможі, він вмістив і розкішний палацовий інтер'єр, і вишукану художню композицію. Остання настільки вдала, що спокійно витримує збільшення, що притаманно лише віртуозним творам чи шедеврам. Геракл пряде, його голову прикрасили жіночою, золотою діадемою. На палацовий інтер'єр натякають розкішна зелена завіса і визолочений стілець. Стара служниця продовжує знущання, показуючи Гераклу язика і роблячи ганебну «козу». Оголена Омфала от-от скине левову шкіру, атрибут героя, що ледве прикрива її гнучке і привабливе тіло. Натяком на любовні нічні насолоди слугує й фігура Амура, що готовий прикрити усіх від нескромних поглядів глядачів.
Навіть зараз, коли добре розпізнаються усі вади і помилки маньєризму (ядучі фарби, відвертий еротизм, відмова від натури і праця лише за уявою художника) картина справляє добре враження і віртуозно відтворює стародавній міф.